# Pihtipudas
Pihtipudas es un municipio de Finlandia ubicado en la región de Finlandia Central.
En 2022, el municipio tenía una población de 3786 habitantes, de los que la mitad vivían en la capital municipal.
Se ubica a medio camino entre Jyväskylä y Oulu sobre la carretera E75.

## Historia
Se conoce la existencia del pueblo en documentos desde 1552, cuando pertenecía a la parroquia de Rautalampi. En 1635 pasó a depender de la nueva parroquia creada en Viitasaari. En 1783, bajo la dirección de Simo Jylkkä, se construyó la iglesia de Pihtipudas, que en 1863 obtuvo el estatus de parroquia. El municipio creció notablemente en la segunda mitad del siglo XX, cuando se estableció aquí un área de asentamientos de colonización agrícola para refugiados de los alrededores de Sortavala.